# Jesús Porta Etessam
Jesús Porta-Etessam (Madrid, 19 de mayo de 1969) es un neurólogo español, presidente de la Sociedad Española de Neurología y Jefe de Servicio de Neurología del Hospital Universitario Fundación Jiménez Díaz. 

## Biografía
Es licenciado en Medicina y Cirugía y Doctor en Neurociencias por la Universidad Complutense de Madrid. Se formó como especialista en Neurología realizando la residencia en el Hospital 12 de Octubre Alberto Portera y Alfonso Vallejo, donde fue adjunto durante seis años y tutor de residentes. Realizó una rotación electiva en el Memorial Sloan Kettering Cancer Center.  Posteriormente ha sido Jefe de Sección en el Hospital Clínico San Carlos de Madrid. Es el actual jefe de servicio de Neurología del Hospital Universitario Fundación Jiménez Díaz, presidente de la Sociedad Española de Neurología, ocupó la vicepresidencia del Consejo Español del Cerebro y es Fellow por la European Academy of Neurología. Previamente formó parte de la junta directiva de la Sociedad Española de Neurología como vocal de comunicación, relaciones internacionales, director de cultura y vicepresidente de relaciones institucionales, también ha dirigido la Fundación del Cerebro. 
Impulsó la creación del grupo de neurooftalmología de la SEN y ha formado parte de la junta de los grupos de cefalea y neurooftalmología. Ha sido profesor de Neurología en Universidad Complutense de Madrid durante más de 16 años.

## Publicaciones
Considera la investigación como uno de los pilares en el avance del conocimiento, y herramienta fundamental para la prevención y divulgación. Es autor de más de 250 artículos indexados en PubMed, de más de 50 capítulos de libros y más de 100 ponencias científicas. Sus publicaciones abarcan todas las áreas de la neurología clínica, aunque su campo preferente de investigación han sido las enfermedades neurodegenerativas, cefaleas y la neurooftalmologia. Ha sido editor de obras comp la primera edición de Neurología y mujer, manual de neurootología, neuromodulación, infecciones del SNC, más de 100 escalas en neurología y del manual del residente de neurología entre otras. Es editor y revisor habitual de varias revistas de ciencias neurológicas.
También ha publicado libros de divulgación como Adiós a la migraña o Mantén joven tu cerebro.

## Divulgación
Vinculado desde el comienzo de su carreta profesional con la divulgación de la enfermedad neurológica y la importancia de la prevención, y de la relación entre el cerebro y aspectos propios del ser humano, como el arte, la política o la ética, ha sido promotor de múltiples actividades de divulgación científica y médica para la sociedad en diversas reuniones y países, como "el arte y las mariposas del alma" con la colaboración de caixaforum, el aura de la creación con el museo del Prado, el cerebro del artista con el museo Thyssen, “La enfermedad como modelo o la enfermedad como musa" con la biblioteca nacional y ponencias con varias empresas sobre el cerebro y la conducta. Colaborador habitual de RNE en el espacio "España vuelta y vuelta" con Manolo HH, "Tras la tormenta" con Cristina Hermoso, y participación habitual en prensa escrita, radiofónico, audiovisual y en plataformas digitales e interpersonal.

## Distinciones
- Premio científico cefaleas de la Sociedad Española de Neurología (2014) [1]
- Best in Class a la mejor unidad de Cefaleas (2019) [2]
- Premio merco al liderazgo reputacional en Neurología (2023) [3]
- Mejores Médicos de España (El Confidencial, 2023) [4]
- Premio merco al liderazgo reputacional en Neurología (2024) [5]
- Mejores Médicos de España (El Confidencial, 2024) [6]
- Destacado entre los 100 mejores médicos de España por Forbes 2025 [7]